# 리처드 스틸

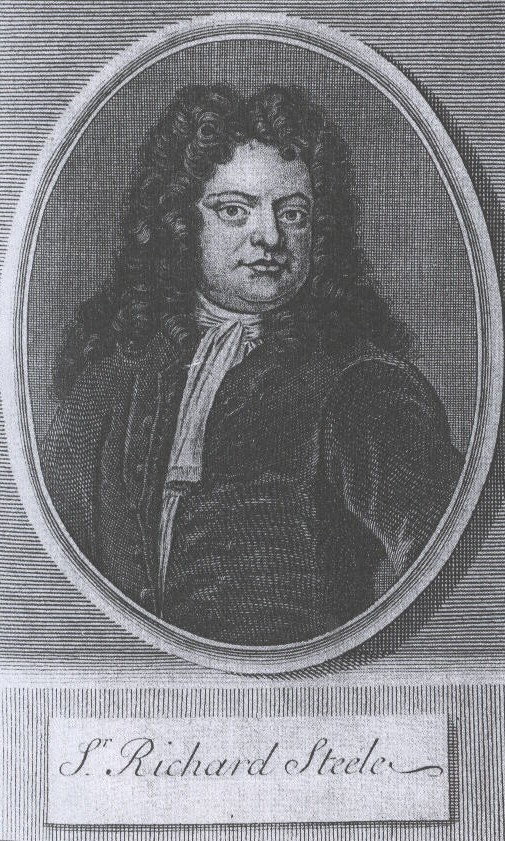
리처드 스틸

리처드 스틸 경 (Sir Richard Steele, 1672년 3월 12일 ~ 1729년 9월 1일) 은 영국의 수필가·극작가·정치가이다. 더블린에서 출생하여, 옥스퍼드 대학을 졸업하였다. 1709년 에디슨과 함께 〈태틀러〉라는 격일간 신문을 내고, 1711년 〈스펙테이터〉라는 일간 신문을 발행하여, 풍속·시평을 주로 한 평론을 써서 호평을 받았다. 1713년 유명한 〈가디언〉신문을 펴내고, 행복·자녀 교육·신사도 등 사회 도덕을 위해 많은 논문을 발표하여, 영국의 신문 발달에 크게 이바지하였다. 그 밖에도 많은 수필과 희곡을 썼다. 작품으로 《장례식》, 《겸연쩍은 사람들》등이 있다.